# Zendōkaï
Le Zendōkaï (禅道会) est un style de Karaté fondé par Maître Takashi Ozawa. C'est un Karate de forme full contact dans lequel les techniques de projection, de fauchage, de soumission, d'étranglement et de sol sont également autorisées. Il s'apparente au MMA avec le maintien des traditions du budō.

## Historique et descriptif
Cette école a été fondée à Iida au Japon en 1999 par Maître Takashi Ozawa. Elle puise ses origines dans le Karate Kyokushinkaï et le Kūdō. On y retrouve les techniques issues du Karate traditionnel ainsi que du Judo, du Ju-jitsu, de la Boxe et du Kick-boxing. Malgré l'importance de l'entraînement physique, le but supérieur du Karate Zendōkaï est d'équilibrer l'esprit et le corps pour maximiser la potentiel de chaque individu. À cet effet, les membres du Zendokaï sont invités à s'intéresser et/ou à pratiquer le zen.
Il existe 110 écoles de Karate Zendōkaï à travers le Japon avec plus de 12 000 pratiquants et ce style est en pleine expansion dans le monde. Le kanji signifie littéralement "Association de la voie zen".
L'association s'appelle :
NPO 法人日本武道総合格闘技連盟 空手道禅道会 (en kanji)
NPO Hōjin Budō Sōgō Kakutogi Renmei Karatedō Zendōkaï (en romaji)

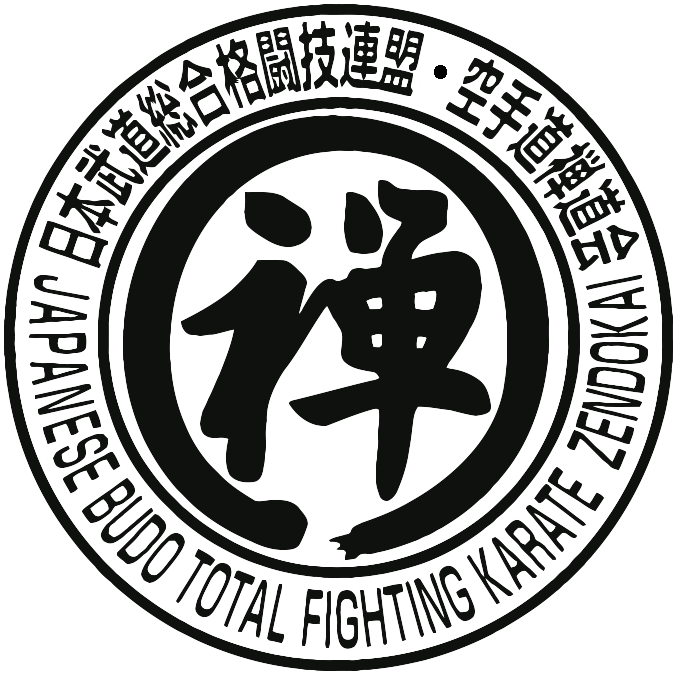
Le symbole du Karate Zendōkaï

NPO Association japonaise d'arts martiaux, Karate Zendōkaï (en français)
Note : NPO signifie "Non-Profit Organization" donc "Organisation sans but lucratif".

## Ceintures
L'apprentissage et les progrès d'un Karateka Zendōkaï sont indiqués par la couleur de sa ceinture qui indique un certain niveau de connaissance (kyū) ou de maîtrise (dan). Un débutant commence par la ceinture blanche sans kyu tandis que la plus haute ceinture possible dans ce style est la noire (10ème dan).
Dès qu'un étudiant a terminé le temps de formation minimum requis, il peut passer des examens pour obtenir la ceinture supérieure. Les examens comprennent des techniques individuelles statiques (kihon geiko), des techniques individuelles en mouvement (ido geiko), des techniques de projection (nage waza), des techniques au sol (ne waza) et diverses formes de combat (yakusoku kumite, sparring).
Le tableau suivant illustre les couleurs de ceinture du Zendōkaï, analogue à ses origines, le Kūdō :
| Degré                  | rien    | 10 kyû   | 9 kyû    | 8 kyû  | 7 kyû   | 6 kyû  | 5 kyû | 4 kyû  | 3 kyû  | 2 kyû  | 1 kyû  | 1 dan                   | 2 à 10 dan                                   |
| Japonais               | mukyu   | jukkyu   | kyūkyū   | hakkyu | nanakyu | rokkyu | gokyu | yonkyu | sankyu | nikyu  | ikkyu  | shodan                  | àpd nidan                                    |
| Couleur de la ceinture | blanche | violette | violette | bleue  | bleue   | jaune  | jaune | verte  | verte  | marron | marron | noir une barrette dorée | noir nombre correspondant de barettes dorées |

## Dōjōkun
Il y a cinq règles centrales qui doivent forger le corps et l'esprit :
Nous cultivons notre corps et notre esprit grâce à la pratique des arts martiaux.
一つ、我々は、武の修業を通じ､自然体の精神を涵養すること
Nous respectons les anciens et tous les êtres sensibles.
一つ、我々は、長上を敬し、一切衆生を尊重すること
Nous défendons la paix et l'harmonie en évitant les conflits.
一つ、我々は、平和和合の志を重んじ、無なる闘争を行わざること
Nous entraînons notre corps et notre esprit de manière égale pour honorer le bunbu ryodo.
一つ、我々は、身心を練磨し、文武両道を重んずること
Nous abordons notre art martial à travers le zen afin de nous entraîner toute la vie.
一つ、我々は、拳禅一如を武道とし、生涯修業の道を全うすること

- Bunbu ryōdō est une expression de la période Edo et signifie « littérature et armes, dans les deux sens ». Ainsi, un conseil avisé n'est pas seulement d'entraîner vos muscles et votre corps, mais aussi de cultiver et de développer votre esprit. Seuls ceux qui ont une certaine maturité spirituelle doivent manier les armes, car ce n'est qu'alors que les conséquences possibles de leurs propres actions peuvent être correctement évaluées. Les maîtres anciens étaient sans exception bien versés en littérature, pratiquaient facilement la calligraphie, jouaient des instruments de musique ou s'adonnaient à d'autres arts que le Karate.

## Sites importants du Karate Zendōkaï
ZENDOKAI KARATE The Head Office  (site)
ZENDOKAI KARATE The Head Office (page facebook)
ZENDOKAI KARATE Tokyo (page facebook)

## Branches (liste non exhaustive)
Zendōkaï Belgique (page facebook)
Zendōkaï France (page facebook)
Zendōkaï Italie (page facebook)
Zendōkaï Luxembourg (page facebook)
Zendōkaï Ukraine (page facebook)
Zendōkaï Taïwan (page facebook)
Zendōkaï Thaïlande (page facebook)